# Mukhammadrasul Rakhimov
Mukhammadrasul Rakhimov (ur. 4 września 2001) – uzbecki zapaśnik walczący w stylu wolnym. 
Zajął piąte miejsce na mistrzostwach Azji w 2022 i siódme w 2023. Brązowy medalista igrzysk młodzieży w 2018. Trzeci na mistrzostwach Azji juniorów w 2018, a także drugi wśród kadetów w 2017 i 2018 roku. 